# Coppa Italia 2008-2009 (hockey su ghiaccio)
La Coppa Italia 2008-2009 è stata la 13ª edizione del trofeo.
Non ha sostanzialmente cambiato la propria formula rispetto alla stagione precedente, con un torneo ad eliminazione diretta a partire dagli ottavi di finale.
L'unica differenza di rilievo riguarda il turno di qualificazione, necessario per eliminare una delle 17 squadre (8 di serie A, 9 di serie A2) iscritte. Mentre nel 2007-08 si erano scontrate le ultime due in classifica nella serie A2 precedente, nel 2008-09 si è tenuto un torneo all'italiana tra le tre squadre neoiscritte alla serie A2, HC Varese, Hockey Milano Rossoblu e Real Torino, con le prime due classificate ad accedere al tabellone di Coppa.

## Torneo di qualificazione
| 23 settembre 2008 Ore 20:30 | Real Torino     | 6-5 d.r. (2-1; 1-0; 2-4; 0-0; 1-0) | Varese          | Pista Tazzoli Torino |
| 27 settembre 2008 Ore 18:45 | Milano Rossoblu | 1-5 (1-0; 0-1; 0-4)                | Real Torino     | PalAgorà Milano      |
| 30 settembre 2008 Ore 20:30 | Varese          | 4-2 (1-0; 2-2; 1-0)                | Milano Rossoblu | Pala Albani Varese   |

### Classifica
Il sistema di assegnazione dei punti è lo stesso che nei due campionati, con 3 punti per la vittoria nei tempi regolamentari, 2 punti per la vittoria ai supplementari (o ai rigori), 1 punto in caso di sconfitta ai supplementari (o a i rigori) e nessun punto in caso di sconfitta nei tempi regolamentari.
Legenda: PG = partite giocate; V = vittorie conseguite nei tempi regolamentari; VOT= vittorie conseguite ai tempi supplementari o ai rigori; POT = sconfitte subite ai tempi supplementari o ai rigori; P = sconfitte subite nei tempi regolamentari; GF = reti segnate; GS = reti subite

## Fase finale
|  | Ottavi di finale | Ottavi di finale | Ottavi di finale |          |            | Quarti di finale | Quarti di finale | Quarti di finale |  |  | Semifinali | Semifinali | Semifinali |  |  | Finale | Finale | Finale |  |
|  |                  |                  |                  |          |            |                  |                  |                  |  |  |            |            |            |  |  |        |        |        |  |
|  | Varese           | Varese           | 1                |          |            |                  |                  |                  |  |  |            |            |            |  |  |        |        |        |  |
|  | Varese           | Varese           | 1                |          |            |                  |                  |                  |  |  |            |            |            |  |  |        |        |        |  |
|  | Bolzano          | Bolzano          | 4                |          |            |                  |                  |                  |  |  |            |            |            |  |  |        |        |        |  |
|  | Bolzano          | Bolzano          | 4                |          | Bolzano    | Bolzano          | 3                |                  |  |  |            |            |            |  |  |        |        |        |  |
|  |                  |                  |                  |          | Bolzano    | Bolzano          | 3                |                  |  |  |            |            |            |  |  |        |        |        |  |
|  |                  |                  | Caldaro          | Caldaro  | 2          |                  |                  |                  |  |  |            |            |            |  |  |        |        |        |  |
|  | Caldaro          | Caldaro          | Caldaro          | Caldaro  | 2          | 5                |                  |                  |  |  |            |            |            |  |  |        |        |        |  |
|  | Caldaro          | Caldaro          |                  |          |            |                  |                  |                  |  |  |            |            |            |  |  |        |        |        |  |
|  | Asiago           | Asiago           | 3                |          |            |                  |                  |                  |  |  |            |            |            |  |  |        |        |        |  |
|  | Asiago           | Asiago           | 3                |          | Bolzano    | Bolzano          | 4                |                  |  |  |            |            |            |  |  |        |        |        |  |
|  |                  |                  |                  |          |            |                  |                  |                  |  |  |            |            |            |  |  |        |        |        |  |
|  |                  |                  | Cortina          | Cortina  | 2          |                  |                  |                  |  |  |            |            |            |  |  |        |        |        |  |
|  | Vipiteno         | Vipiteno         | Cortina          | Cortina  | 2          | 6                |                  |                  |  |  |            |            |            |  |  |        |        |        |  |
|  | Vipiteno         | Vipiteno         |                  |          |            |                  |                  |                  |  |  |            |            |            |  |  |        |        |        |  |
|  | Alleghe          | Alleghe          | 4                |          |            |                  |                  |                  |  |  |            |            |            |  |  |        |        |        |  |
|  | Alleghe          | Alleghe          | 4                |          | Vipiteno   | Vipiteno         | 4                |                  |  |  |            |            |            |  |  |        |        |        |  |
|  |                  |                  |                  |          | Vipiteno   | Vipiteno         | 4                |                  |  |  |            |            |            |  |  |        |        |        |  |
|  |                  |                  | Cortina          | Cortina  | 6          |                  |                  |                  |  |  |            |            |            |  |  |        |        |        |  |
|  | Appiano          | Appiano          | Cortina          | Cortina  | 6          | 2                |                  |                  |  |  |            |            |            |  |  |        |        |        |  |
|  | Appiano          | Appiano          |                  |          |            |                  |                  |                  |  |  |            |            |            |  |  |        |        |        |  |
|  | Cortina          | Cortina          | 4                |          |            |                  |                  |                  |  |  |            |            |            |  |  |        |        |        |  |
|  | Cortina          | Cortina          | 4                |          | Bolzano    | Bolzano          | 4                |                  |  |  |            |            |            |  |  |        |        |        |  |
|  |                  |                  |                  |          |            |                  |                  |                  |  |  |            |            |            |  |  |        |        |        |  |
|  |                  |                  | Renon            | Renon    | 2          |                  |                  |                  |  |  |            |            |            |  |  |        |        |        |  |
|  | Gherdëina        | Gherdëina        | Renon            | Renon    | 2          | 2                |                  |                  |  |  |            |            |            |  |  |        |        |        |  |
|  | Gherdëina        | Gherdëina        |                  |          |            |                  |                  |                  |  |  |            |            |            |  |  |        |        |        |  |
|  | Fassa            | Fassa            | 3                |          |            |                  |                  |                  |  |  |            |            |            |  |  |        |        |        |  |
|  | Fassa            | Fassa            | 3                |          | Fassa      | Fassa            | 0                |                  |  |  |            |            |            |  |  |        |        |        |  |
|  |                  |                  |                  |          | Fassa      | Fassa            | 0                |                  |  |  |            |            |            |  |  |        |        |        |  |
|  |                  |                  | Pontebba         | Pontebba | 4          |                  |                  |                  |  |  |            |            |            |  |  |        |        |        |  |
|  | Egna             | Egna             | Pontebba         | Pontebba | 4          | 2                |                  |                  |  |  |            |            |            |  |  |        |        |        |  |
|  | Egna             | Egna             |                  |          |            |                  |                  |                  |  |  |            |            |            |  |  |        |        |        |  |
|  | Pontebba         | Pontebba         | 6                |          |            |                  |                  |                  |  |  |            |            |            |  |  |        |        |        |  |
|  | Pontebba         | Pontebba         | 6                |          | Pontebba   | Pontebba         | 3                |                  |  |  |            |            |            |  |  |        |        |        |  |
|  |                  |                  |                  |          |            |                  |                  |                  |  |  |            |            |            |  |  |        |        |        |  |
|  |                  |                  | Renon            | Renon    | 6          |                  |                  |                  |  |  |            |            |            |  |  |        |        |        |  |
|  | Valpellice       | Valpellice       | Renon            | Renon    | 6          | 4                |                  |                  |  |  |            |            |            |  |  |        |        |        |  |
|  | Valpellice       | Valpellice       |                  |          |            |                  |                  |                  |  |  |            |            |            |  |  |        |        |        |  |
|  | Val Pusteria     | Val Pusteria     | 3                |          |            |                  |                  |                  |  |  |            |            |            |  |  |        |        |        |  |
|  | Val Pusteria     | Val Pusteria     | 3                |          | Valpellice | Valpellice       | 1                |                  |  |  |            |            |            |  |  |        |        |        |  |
|  |                  |                  |                  |          | Valpellice | Valpellice       | 1                |                  |  |  |            |            |            |  |  |        |        |        |  |
|  |                  |                  | Renon            | Renon    | 7          |                  |                  |                  |  |  |            |            |            |  |  |        |        |        |  |
|  | Real Torino      | Real Torino      | Renon            | Renon    | 7          | 0                |                  |                  |  |  |            |            |            |  |  |        |        |        |  |
|  | Real Torino      | Real Torino      |                  |          |            |                  |                  |                  |  |  |            |            |            |  |  |        |        |        |  |
|  | Renon            | Renon            | 7                |          |            |                  |                  |                  |  |  |            |            |            |  |  |        |        |        |  |

### Ottavi di finale
Le otto squadre di serie A hanno affrontato, giocando in trasferta, le otto squadre della serie A2 qualificate (sei di diritto, due provenienti dal turno di qualificazione).

Sono tre le sfide che hanno visto prevalere una squadra di A2.
| 14 ottobre 2008 Ore 20:30 | Varese      | 1-4 (0-2; 1-2; 0-0) | Bolzano     |  |
| 14 ottobre 2008 Ore 20:30 | Caldaro     | 5-3 (1-0; 2-1; 2-2) | Asiago      |  |
| 14 ottobre 2008 Ore 20:30 | Vipiteno    | 6-4 (3-1; 2-1; 1-2) | Alleghe     |  |
| 14 ottobre 2008 Ore 20:30 | Appiano     | 2-4 (1-0; 1-1; 0-3) | Cortina     |  |
| 14 ottobre 2008 Ore 20:30 | Gherdëina   | 2-3 (1-0; 1-3; 0-0) | Fassa       |  |
| 14 ottobre 2008 Ore 20:30 | Egna        | 2-6 (1-4; 1-1; 0-1) | Pontebba    |  |
| 14 ottobre 2008 Ore 20:30 | Valpellice  | 4-3 (0-1; 3-0; 1-2) | Valpusteria |  |
| 14 ottobre 2008 Ore 20:30 | Real Torino | 0-7 (0-2; 0-4; 0-1) | Renon       |  |

### Quarti di finale
Le gare dei quarti sono state disputate in casa della squadra peggio classificata nella stagione precedente. Le tre squadre di Serie A2 rimaste sono state tutte eliminate.
| 18 novembre 2008 Ore 20:30 | Valpellice | 1-7 (0-0; 1-3; 0-4)                                        | Renon   |  |
| 18 novembre 2008 Ore 20:30 | Vipiteno   | 4-6 (3-0; 0-3; 1-3)                                        | Cortina |  |
| 25 novembre 2008 Ore 20:30 | Caldaro    | 2-3 (1-0; 0-1; 1-2)                                        | Bolzano |  |
| 25 novembre 2008 Ore 20:30 | Pontebba   | 4-3 d.r. (2-1; 0-1; 1-1; 0-0; 1-0) Risultato non omologato | Fassa   |  |

#### Ripetizione
La gara tra Pontebba e Fassa, vinta ai rigori dai friulani, non fu omologata per un errore tecnico degli arbitri e rigiocata. La terna arbitrale aveva infatti fatto effettuare, al termine dei tempi regolamentari terminati in parità, direttamente i tiri di rigore senza la disputa del tempo supplementare, ed il Fassa, il giorno dopo, aveva presentato ricorso.
Gli arbitri erano stati tratti in inganno dalla stessa federazione, che in un primo momento aveva previsto che non si disputasse il tempo supplementare, per comunicare il contrario proprio a ridosso della disputa delle partite; quest'ambiguità derivava dagli stessi regolamenti federali: nel documento che riportava il regolamento ufficiale di Coppa Italia e Supercoppa italiana la disputa dei supplementari
era prevista, mentre nelle norme organizzative federali annuali per la stagione 2008-2009 no.
Anche nella ripetizione dell'incontro ha avuto la meglio il Pontebba.
| 8 dicembre 2008 Ore 20:30 | Pontebba | 4-0 (1-0; 3-0; 0-0) | Fassa |  |

### Final Four
Tre delle quattro protagoniste, Pontebba campione in carica, Renon e Cortina erano già presenti alla Final Four 2007-2008; allora quarto incomodo era stato l'Alleghe, nel 2008-09 il Bolzano.
La Final Four è stata giocata il 24 e 25 gennaio 2009, al Palaonda di Bolzano.

#### Semifinale
| 24 gennaio 2009 Ore 17    | Pontebba 16.02 K. Bolibruck 44.42 S. Margoni 45.53 D. Sparre                 | 3-6 (0-1; 3-0; 3-2) | Renon 21.24 J. Nemecek 30.02 J. Nemecek 39.21 N. Corbeil 44.11 N. Corbeil 57.01 D. Tudin 58.25 S. Mifsud | Palaonda Bolzano Spettatori: 900 |
| 24 gennaio 2009 Ore 20:30 | Bolzano 25.12 R. Jardine 34.25 J. Pittis 44.24 S. Zisser 47.18 C. Borgatello | 4-2 (0-0; 2-0; 2-2) | Cortina 45.14 G. De Bettin 59.51 M. Wilde                                                                | Palaonda Bolzano Spettatori:1800 |

#### Finale
| 25 gennaio 2009 Ore 20 | Bolzano 8.47 C. Borgatello 13.22 J. Pittis 59.13 R. Ramoser 59.51 C. Walcher | 4-2 (2-1; 0-0; 1-2) | Renon 14.06 M. Hafner 58.23 L. Daccordo | Palaonda Bolzano Spettatori: 3000 |

 L'Hockey Club Bolzano vince la sua terza Coppa Italia.